# Zevenbergschen Hoek

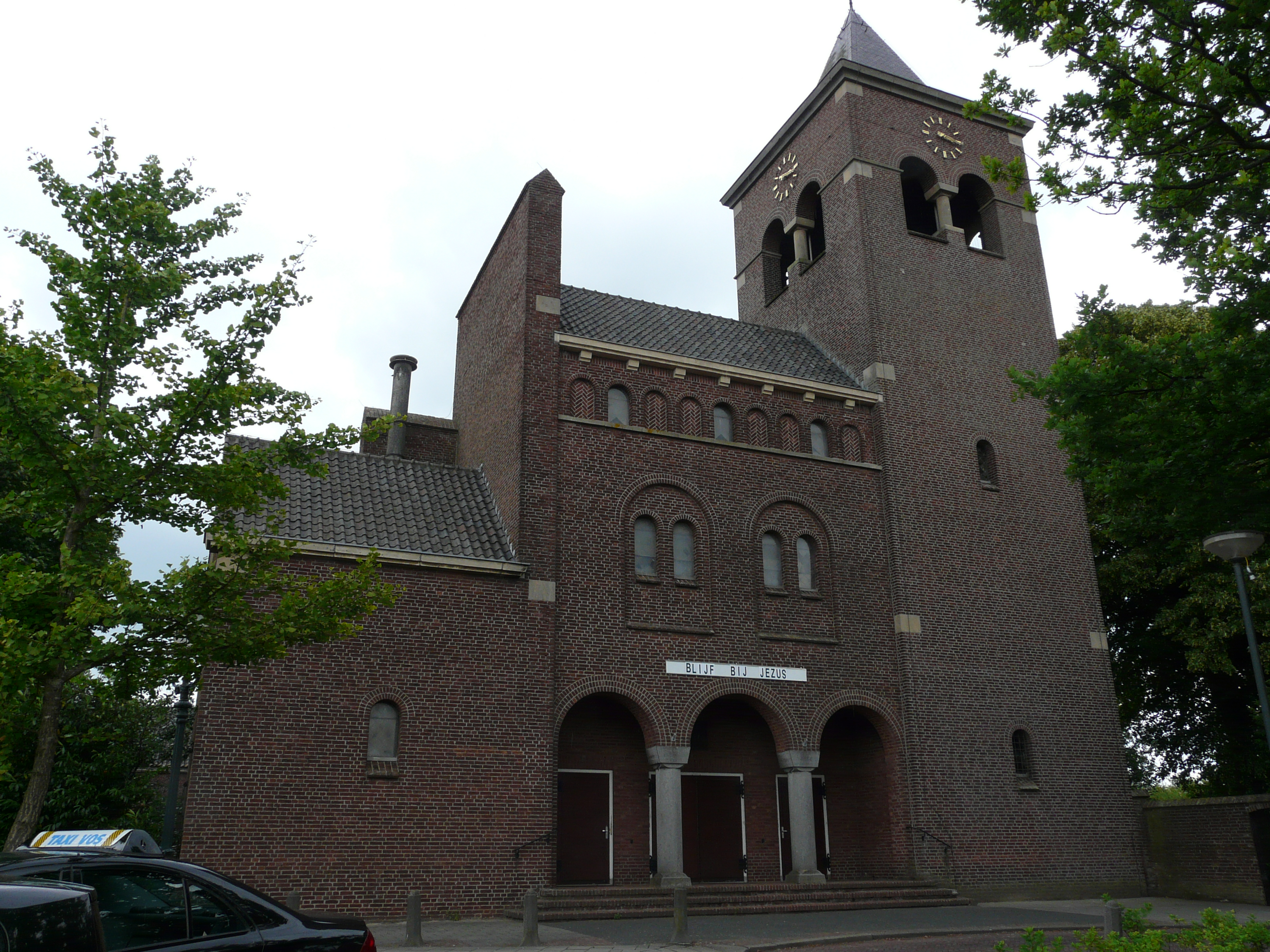
Sint-Bartholomeuskerk

Zevenbergschen Hoek (Brabants: Den Oek) is een dorp, gelegen in de Nederlandse gemeente Moerdijk, provincie Noord-Brabant. Zevenbergschen Hoek was tot 1997 deel van de gemeente Zevenbergen.

## Etymologie
Zevenbergschen Hoek komt aan zijn naam door de daar aanwezige scherpe bocht in de straatweg en de zeedijk.

## Geschiedenis
In 1804 werd een katholieke kerk aan de Bloemendaalse Dijk ingewijd, die tot 1886 dienst heeft gedaan. Toen werd de nieuwe Sint-Bartholomeuskerk ingewijd, een koepelkerk naar ontwerp van Carl Weber. Deze werd in 1944 door oorlogshandelingen verwoest, waarna een nieuwe Sint-Bartholomeuskerk werd gebouwd.
In 1901 werd de Coöperatieve Stoomzuivelfabriek Zevenbergschen Hoek opgericht, die zich bevond aan de Bloemendaalse Zeedijk 10. In tegenstelling tot de meeste plaatselijke stoomzuivelfabriekjes werd deze voortdurend uitgebreid. Deze fabriek is uiteindelijk opgegaan in Campina, om in 2007 gesloopt te worden.
Zevenbergschen Hoek werd een steeds drukker knooppunt voor infrastructuur: er kwamen drie spoorlijnen bij elkaar. In 1872 werd de eerste Moerdijkbrug gebouwd als spoorbrug en in 1936 kwam daar een verkeersbrug bij. Omstreeks 1890 kwamen er iets ten noorden van Zevenbergschen Hoek al drie spoorlijnen bij elkaar, die van Dordrecht naar Roosendaal respectievelijk Breda, en de Langstraatspoorlijn, waarvan een deel nog steeds als goederenspoorlijn naar het bedrijventerrein te Oosterhout loopt. Twee km ten noorden van het dorp ligt het Station Lage Zwaluwe. In 2000 begon men met de aanleg van de Hogesnelheidslijn, die in 2009 in gebruik werd genomen. Hiervoor moesten in 1999 een aantal woonhuizen wijken.
Ook het autoverkeer werd steeds drukker: de rijksweg 16, die Rotterdam met Antwerpen verbindt, loopt op korte afstand langs de kern.
Zevenbergschen Hoek heeft zwaar te lijden gehad van oorlogsgeweld in 1940 en 1944. In het eerste oorlogsjaar werd de Hoofdstraat voor een deel vernietigd door een Duits luchtbombardement op Nederlandse en Franse troepen. In het bevrijdingsjaar werd de omgeving vrijwel volledig vernietigd door de zich verdedigende Duitsers en de opdringende Geallieerden. Ook de watersnoodramp van 1953 heeft schade veroorzaakt.

## Bezienswaardigheden
- De Sint-Bartholomeüskerk[2] werd gebouwd in 1948 ter vervanging van de in 1944 verwoeste voorganger. Architecten waren W.J. Bunnik en F. Mol.
- De Hoekse Molen, aan de Hoge Zeedijk 1b en De Wieken, is een molenrestant uit 1873.
- Enkele herenhuizen aan de Hoofdstraat en de Driehoefijzersstraat. De meeste hebben een torengevel maar sommigen ook een klokgevel. De meeste huizen zijn gemoderniseerd, maar er zijn nog oude details te zien.
- De Olavstraat bevat huizen die zijn gebouwd na de watersnoodramp van 1953. Er werd internationale hulp gegeven, en ook Noorwegen bood hulp. Aldus staan hier tien houten huizen zoals die in Noorwegen veel gebouwd worden. Als blijk van dank is de straat genoemd naar koning Olav V. De meeste huizen zijn in de loop der tijd voorzien van stenen buitengevels, er staan er nog vier die geheel van hout zijn.
- Monument voor de gevallenen, in het Sint-Martinuspark achter de kerk. Het is een monument ter nagedachtenis aan de gevallenen tijdens de Tweede Wereldoorlog. Het bevat de namen van mensen uit Zevenbergschen Hoek die omgekomen zijn. Elk jaar op 4 mei, worden hier na een kerkdienst de doden herdacht.
- Huize Bloemendaal, aan de Bloemendaalse Zeedijk, is een oud veerhuis. Het huis is in 1612 gebouwd door een uit Schotland afkomstig persoon. Het familiewapen van deze Schot is aan de gevel te vinden. Dit grote huis is nog helemaal in oude staat. Johan Willem Friso van Nassau-Dietz heeft hier in 1711 opgebaard gelegen. Hij verdronk toen hij zich in zijn koets op een pont over het Hollandsch Diep bevond en te water raakte. Het huis staat aan de Bloemendaalse Zeedijk.
- Boerderij "De Vlijt" heeft een woonhuis uit 1640 en een schuur uit 1907. Beide panden zijn rijksmonument. De boerderij werd vele generaties lang door dezelfde familie bewoond.
- De begraafplaats bevindt zich naast Huize Bloemendaal.

## Natuur en landschap
Zevenbergschen Hoek bevindt zich in een gebied van zeekleipolders, waar grootschalige landbouw op wordt bedreven. Een aantal dijken zijn nog in het landschap te vinden. Deze getuigen van de inpolderingen ná de Sint-Elisabethsvloed van 1421. In de Zonzeelse Polder is een natuurgebied van 100 ha ingericht.

## Evenementen
- Carnaval en zomercarnaval in augustus, Snerkersdurp is de carnavalsnaam van Zevenbergschen Hoek[3]

## Voorzieningen

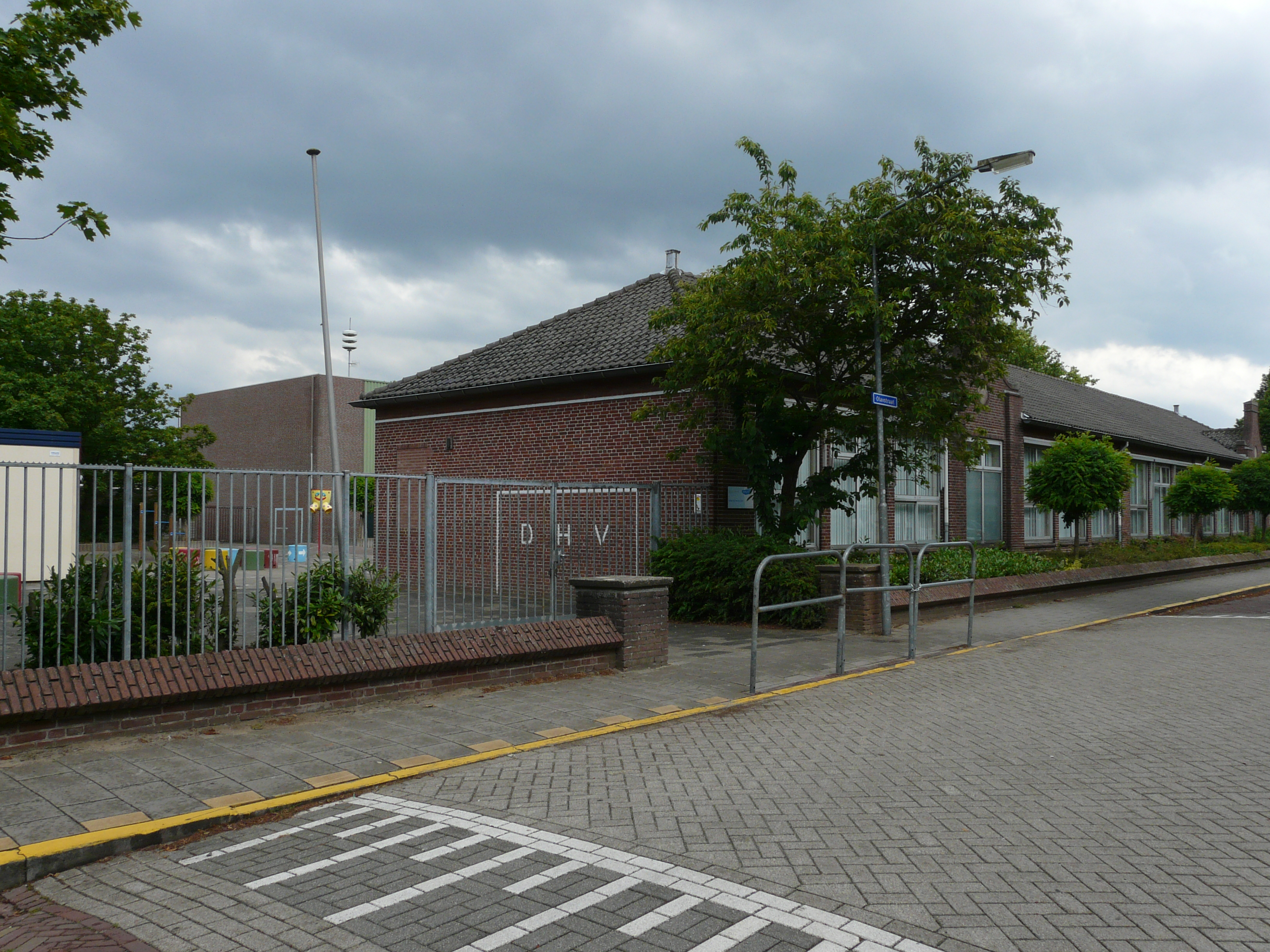
Basisschool de Hoeksteen

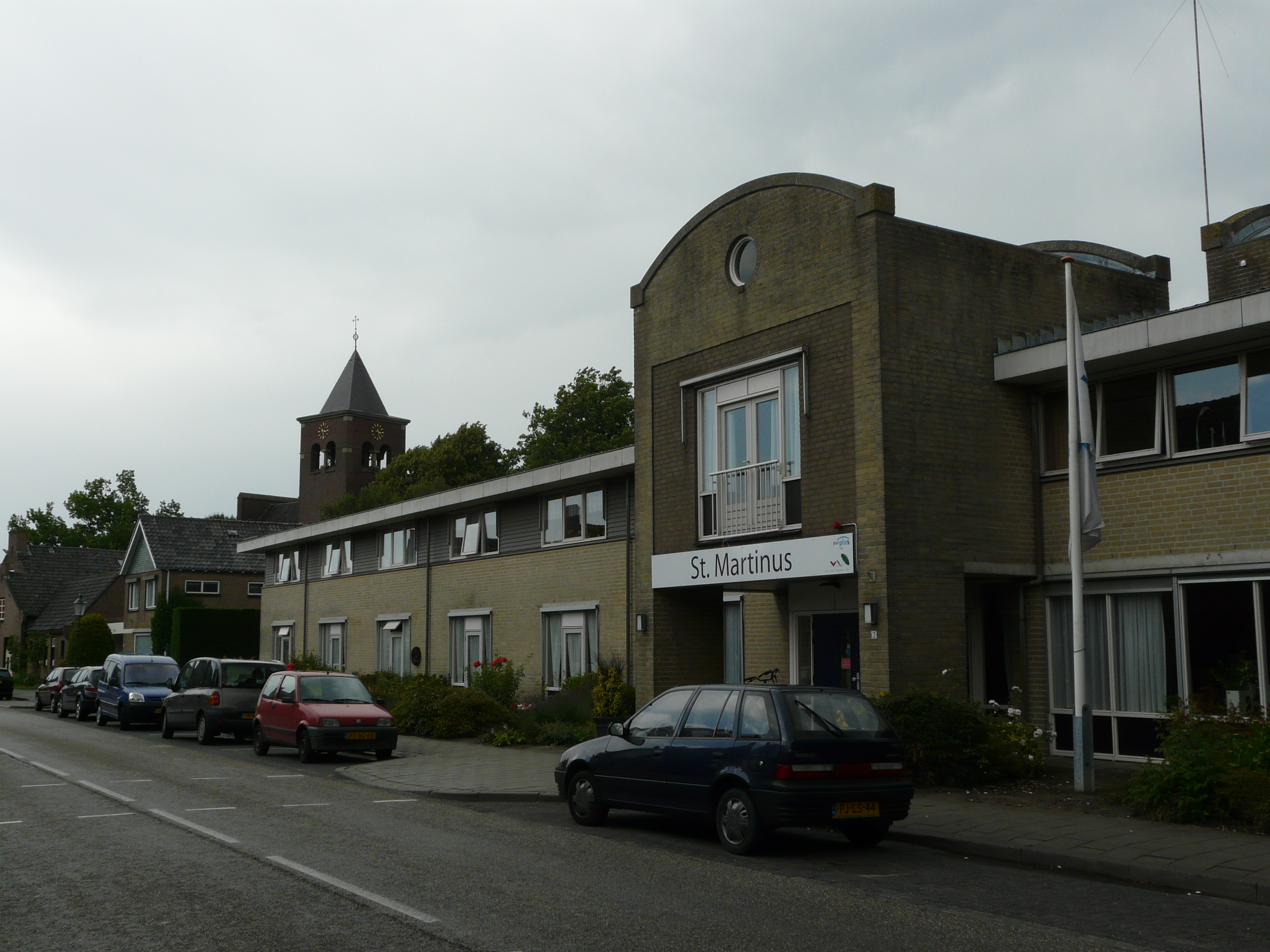
Verzorgingshuis Sint Martinus

- Gemeenschapshuis De Zevensprong
- R.K. Basisschool De Hoeksteen[4]
- Verzorgingshuis Sint Martinus
- station Lage Zwaluwe

## Verenigingen
- Tennisvereniging 't Bossche Lijntje[5]
- Voetbalvereniging DHV (Den Hoek Vooruit)[6]
- Judo Club Zevenbergschen-Hoek.
- Koor Cantzoni[7]
- Carnavalsvereniging Raod van Zeuve[3]
- Fanfare "Oefening Kweekt Kennis".  De oudste vereniging van Zevenbergschen Hoek. De eerste bekende uitvoering van de muziekvereniging was in 1873.

## Nabijgelegen kernen
Langeweg, Moerdijk, Lage Zwaluwe, Prinsenbeek, Wagenberg, Terheijden

## Galerij

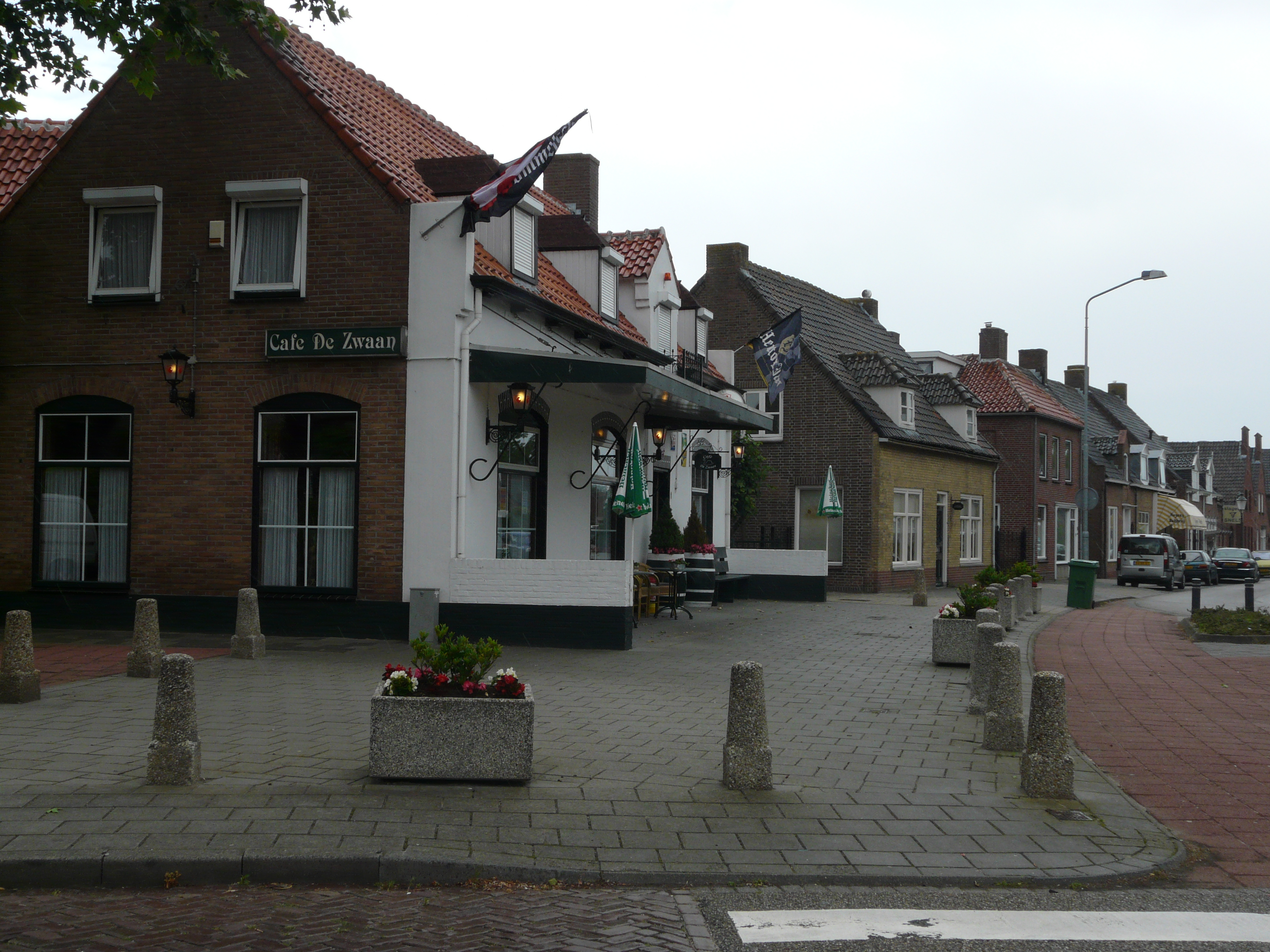
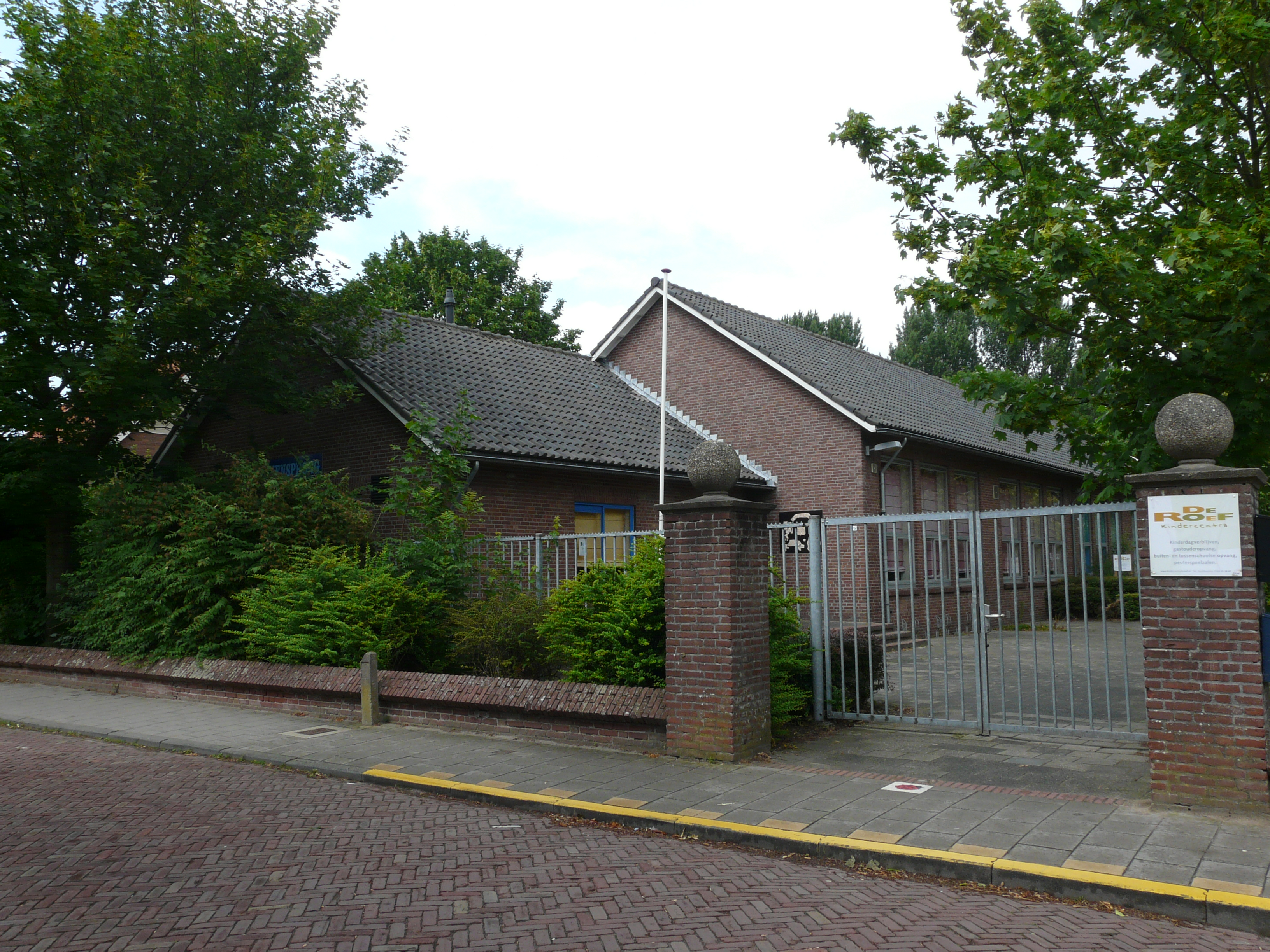
Gemeenschapshuis de Zevensprong

Steden: Klundert · Willemstad · Zevenbergen

Dorpen: Fijnaart · Moerdijk · Heijningen · Helwijk · Langeweg · Noordhoek · Standdaarbuiten · Zevenbergschen Hoek 

Buurtschappen: Achterdijk · Barlaque · Bovensluis · Drie Hoefijzers · Driehoek · De Druif · Hoekske · Kade · Kreek · Kwartier · Lochtenburg · Nieuwemolen · Noordschans · Oranjeoord · Oudemolen · Pelikaan · Roodevaart · Stadse Dijk · Strooiendorp · Tonnekreek · Zevenhuizen · Zwingelspaan

Noord-Brabant: Steden en dorpen      Nederland: Provincies · Gemeenten
Steden en dorpen: Drimmelen · Hooge Zwaluwe · Lage Zwaluwe · Made · Terheijden · Wagenberg · Zevenbergschen Hoek (deels)

Gehuchten: Blauwe Sluis · Helkant · Oud-Drimmelen

Buurtschappen: Binnen Moerdijk · Gaete · Plukmade · Steelhoven · Stuivezand · Het Zand

Noord-Brabant: Steden en dorpen      Nederland: Provincies · Gemeenten